# Käseburg
Die ehemalige Wasserburg Käseburg (Steinhof) war eine im Mittelalter errichtete kleinere Befestigungsanlage am Ortsrand von Brüheim im Landkreis Gotha in Thüringen.

## Lage
Die baulichen Reste der Wasserburg Käseburg befinden sich gegenüber der Dorfkirche, im Süden der historischen Ortslage von Brüheim, einer Gemeinde, etwa zwölf Kilometer nordwestlich von Gotha. Die ursprüngliche Anlage befindet sich in einer durch sumpfige Wiesen geschützten Lage inmitten der Talaue der Nesse, die im Mittelalter durch Stauwehre in die Burgbefestigung einbezogen wurde.

## Geschichte
Im Nessetal dienten neben den Wangenheimern, Herren von Erffa und anderen auch die Ritter von Brüheim als Dienstleute der Landgrafen von Thüringen. Erster bekannter Vertreter dieser Familie ist der 1276 genannte Berthold von Brüheim. Nach dem Wettiner Hauskrieg Anfang des 14. Jahrhunderts ist die Käseburg als Lehen in den Händen der Herren von Salza. Ihnen folgten die Schwarzburger und ab 1549 die Wangenheimer. Um 1700 wird von den Wangenheimern dann der Edelhof errichtet. Im Jahr 1869 brennt der Steinhof ab, nur der Turm bleit erhalten. Im Laufe des 19. Jahrhunderts wurde der Fachwerkaufsatz des Turmes erneuert. Zum Ende des Zweiten Weltkriegs 1945 erhielt das Hauptgebäude einen Bombentreffer. Noch im Jahr 1984 wurde der Wohnturm renoviert. Nach der Wiedervereinigung begann man 1990 auch mit der Rekonstruktion des Hauptgebäudes.

## Bauliche Anlage
Die Burganlage vom Typ einer Turmhügelburg (Motte) bestand aus dem heute noch vorhandenen Burghügel mit umlaufendem Wassergraben und dem unmittelbar westlich angrenzenden Gutshof mit seinen sanierten Wohngebäuden, dem „Edelhof“. Von den Wirtschaftsgebäuden ist wenig erhalten.
Der Turm von sechs mal sieben Metern Grundriss aus dem 13. Jahrhundert ist aus Bruchsteinen aufgemauert und erhielt im 19. Jahrhundert einen Fachwerkaufbau. Er verfügt noch über eine Resthöhe von etwa 10 Metern. An der Nordseite erkennt man im ersten Obergeschoss eine Schlüsselscharte.
Die Anlage ist ein ausgewiesenes Bau- und Bodendenkmal und befindet sich im Privatbesitz. Die Besitzer betreiben die Sanierung der Anlage.
Das Erbbegräbnis des Familie Wangenheim befindet sich in der Südwestecke des Friedhofs.